# Người Mohawk

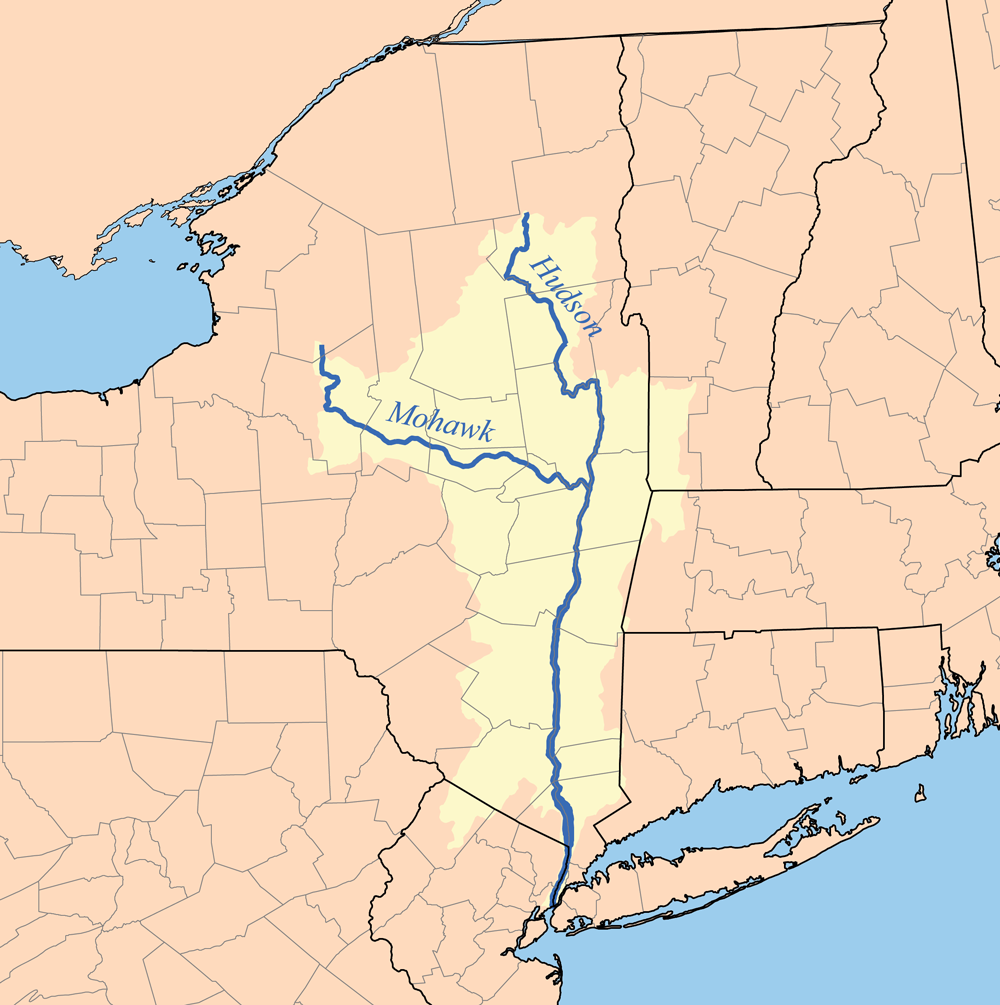
Bản đồ sông Mohawk

Người Mohawk (tiếng Mohawk: Kanienʼkehá꞉ka) là bộ tộc đông nhất của Haudenosaunee, hay Liên minh Iroquois. Họ là những người bản địa nói tiếng Iroquois ở Bắc Mỹ, với các cộng đồng ở đông nam Canada và bắc bang New York, chủ yếu xung quanh Hồ Ontario và sông St Lawrence. Là một trong năm thành viên ban đầu của Liên minh Iroquois, Kanienʼkehá꞉ka được biết đến như những Người canh giữ Cánh cửa phía Đông - những người bảo vệ truyền thống của Liên minh Iroquois chống lại các cuộc xâm lược từ phía đông.
Trong lịch sử, người Kanienʼkehá꞉ka ban đầu sinh sống ở thung lũng sông Mohawk ở ngoại ô New York ngày nay, phía tây sông Hudson. Lãnh thổ của họ trải dài từ phía bắc đến sông St. Lawrence, phía nam Quebec và phía đông Ontario; về phía nam đến New Jersey lớn hơn vào Pennsylvania; về phía đông đến Dãy núi Xanh của Vermont; và về phía tây đến biên giới với lãnh thổ quê hương truyền thống của Quốc gia Iroquoian Oneida.